# Allophylus mananarensis
Allophylus mananarensis là một loài thực vật có hoa trong họ Bồ hòn. Loài này được Choux mô tả khoa học đầu tiên năm 1925 publ. 1926.